# 第29屆金曲獎
第29屆金曲獎（英語：The 29th Golden Melody Awards），由文化部影音產業局主辦。參賽作品限2017年以臺灣為首次發表地之作品。入圍名單在2018年5月16日公佈。頒獎典禮於2018年6月23日在臺北小巨蛋舉行。本屆入圍名單，aMEI以《偷故事的人》、林俊傑以《偉大的渺小》各入圍六項獎項，包含年度專輯獎、最佳國語專輯獎等大獎，成為本屆入圍大贏家。此屆頒獎典禮台視收視率4.90，而星光大道收視率1.40。

## 播放平台
| 頻道            | 所在地區         | 播出日期      | 播出時間                                            | 備註                                                                   |
| --------------- | ---------------- | ------------- | --------------------------------------------------- | ---------------------------------------------------------------------- |
| 台視主頻        | 臺灣             | 2018年6月23日 | 16:50 - 19:00（星光大道） 19:00 - 00:00（頒獎典禮） | 電視現場直播                                                           |
| 中華電信MOD     | 臺灣             | 2018年6月23日 | 16:50 - 19:00（星光大道） 19:00 - 00:00（頒獎典禮） | 電視現場直播                                                           |
| HUB都会台       | 新加坡           | 2018年6月23日 | 16:50 - 19:00（星光大道） 19:00 - 00:00（頒獎典禮） | 電視現場直播                                                           |
| Astro喜悅HD     | 马来西亚         | 2018年6月23日 | 16:50 - 19:00（星光大道） 19:00 - 00:00（頒獎典禮） | 只在電視及電台MY直播頒獎典禮 星光大道和頒獎典禮全程在Astro Go 網路直播 |
| 騰訊視頻        | 中国大陆         | 2018年6月23日 | 16:50 - 19:00（星光大道） 19:00 - 00:00（頒獎典禮） | 網路平台直播                                                           |
| TOUCH TTV       | 臺灣             | 2018年6月23日 | 16:50 - 19:00（星光大道） 19:00 - 00:00（頒獎典禮） | 網路平台直播                                                           |
| YouTube金曲頻道 | 臺灣             | 2018年6月23日 | 16:50 - 19:00（星光大道） 19:00 - 00:00（頒獎典禮） | 網路平台直播                                                           |
| Hami Video      | 臺灣             | 2018年6月23日 | 16:50 - 19:00（星光大道） 19:00 - 00:00（頒獎典禮） | 網路平台直播                                                           |
| 金曲APP         | 臺灣             | 2018年6月23日 | 16:50 - 19:00（星光大道） 19:00 - 00:00（頒獎典禮） | 網路平台直播                                                           |
| 飛碟聯播網      | 臺灣             | 2018年6月23日 | 16:50 - 19:00（星光大道） 19:00 - 00:00（頒獎典禮） | 電台直播                                                               |
| Tiger Tech      | 北美（含美、加） | 2018年6月23日 | 16:50 - 19:00（星光大道） 19:00 - 00:00（頒獎典禮） | 現場直播                                                               |

## 評選概況
- 入圍名單評選概況

第29屆金曲獎新人獎入圍多達7組，競爭激烈。至於投票最多輪獎項，評審團主席陳子鴻說，最佳編曲人獎共經歷9輪投票才選出最終入圍名單。金曲獎於6月23日宣布入圍名單，由資深音樂人陳子鴻擔任今年評審團主席，陳子鴻表示，今年評審重點放在作品的「前瞻性」及「市場開拓性」。
今年評審團主席由資深音樂人陳子鴻擔任，針對歌手入圍獎項，陳子鴻說，最佳國語男、女歌手都討論好幾輪，其中國語女歌手競爭最為激烈。國語女歌手投票一共經過4輪，十分僵持，包含孫燕姿和杜忻恬以及A-Lin都討論很久，其中孫燕姿的票數以些微差距落選。陳子鴻表示，第一輪確定歌手名單中，已有張惠妹。而18歲時就曾入圍金曲獎最佳新人獎的呂薔這次也入圍，引起關注，陳子鴻說，呂薔入圍過程沒有爭論很久，票數還算不錯，「她雖然知名度不高，但評審討論後，大家公認她確實唱得不錯」。
陳子鴻說，男歌手也討論3、4輪以上，其中林俊傑最沒爭議，「他唱得很好」；此外，媒體好奇「黑馬」許書豪的入圍原因，陳子鴻說明，許的新聲音讓評審十分欣賞。相較女歌手，評審團對男歌手的共識明確，陳子鴻透露林俊傑在投票第一輪時「沒有什麼爭議」就進入圍名單，李榮浩去年雖以「嗯」專輯贏得市場好評，可惜最後一輪的評審討論中與J.Sheon差一點就擠進歌王候選人之列。
- 獎項得主評選概況

本屆贏家有多組人馬各別奪2項大獎，茄子蛋獲最佳新人、最佳台語專輯獎，還有盧廣仲以《魚仔》奪下最佳作曲人、年度歌曲獎。陳奕迅第14、26屆曾奪歌王，此次再度以專輯《C'mon in～》奪下最佳國語男歌手、最佳年度專輯獎。最佳國語女歌手由曾獲新人獎的徐佳瑩，奪下最佳國語女歌手，《心裡學》獲最佳國語專輯2項大獎。此外，許郁瑛以【happened, happening】獲得演奏類最佳專輯等三項大獎，是本屆金曲大贏家。
評審團主席陳子鴻說明，歌王歌后都是在首輪就勝出，總票數19票，陳奕迅以14票過半勝出，歌后徐佳瑩以11票拿下。陳子鴻向媒體透露評審決選過程，今年最佳國語男歌手獎的角逐雖然討論很久，但在第一輪就出線。陳子鴻說明，評審討論到最後都有共識，陳奕迅對音樂的駕馭傑出，在音樂節奏感、複雜度非常高的情況下，卻能唱得細膩動人，技巧性非常好，且不覺得是在展現技術，因此評審很快就有共識。「小宇和林俊傑討論度其實也很高，但只能說對手太強。」陳子鴻指出，評審們彼此在投票前，都會先講出各自欣賞的理由，經過充分討論後投票。事實上，其他角逐者也很厲害，最後由陳奕迅獲得14票過半拿下歌王，關鍵就是「陳奕迅與音樂性的融合度非常高。」在最佳國語女歌手獎部分，陳子鴻解釋，今年大家整體表現確實滿好的，但徐佳瑩「心裡學」是在首輪投票就獲得11票拿下，彭佳慧及aMEI的討論也滿多並列第二順位，兩者得分也很平均；「徐佳瑩勝出主因是心裡學這張專輯，聽起來讓人游刃有餘的感覺，聽起來非常舒服。」
陳子鴻表示，年度專輯獎評審討論三輪才由歌王陳奕迅「C'mon In~」拿下。國語專輯獎也是進入第二輪，「C'mon In~」以1票之差敗給徐佳瑩的「心裡學」。年度專輯獎是今年「最盧」的獎項，討論也最激烈、最久，因為4個語言19張專輯放在一起討論，評審團們投票到第三輪才由陳奕迅的「C'mon In~」勝出。陳子鴻說明，年度專輯獎在第一輪時，由陳奕迅、徐佳瑩、鄭興、茄子蛋、林俊傑，aMEI進入第二輪討論，分數其實也很分散，直到第三輪才以陳奕迅「C'mon In~」的15票勝出。他解釋，年度專輯獎評選考量的事情非常多，「一方面要跳脫語言，一方面編曲、錄音品質、歌手表現等各方面都需到達一定水準，評審票選過程可以說是非常挑剔。」在最佳國語專輯獎部分，也是經過很久的討論，陳子鴻指出，首輪由徐佳瑩、陳奕迅和鄭興的專輯進到第二輪角逐，鄭興的作品可謂為異軍突起，民謠風格特別，但最後仍由徐佳瑩以10票打敗陳奕迅9票拿下最佳國語專輯獎。陳子鴻解釋，徐佳瑩「心裡學」整張專輯製作水準及配置都在水準之上，專輯架構完整，藝術和商業都有顧及，是成熟且市場性獨特性的成功範本。另外，陳子鴻也提到，拿下年度歌曲獎的盧廣仲「魚仔」在首輪以16票就勝出。「魚仔」本身詞曲的品質包含市場開拓性等，不能否認這首歌真的很紅，可以肯定這首歌會是盧廣仲的代表作。

## 系列活動
影視局表示，第29屆金曲獎頒獎典禮預計於6月23日（星期六）晚間7時在臺北小巨蛋舉行；5點開始將由臺灣電視公司直播「星光大道」，啟動一年一度的流行音樂盛典，精彩可期。另2018金曲國際音樂節將於6月20日至6月22日在臺北寒舍艾美酒店舉行，活動內容包括「國際論壇」、「商展交易中心」、「商務交流會」、「展示活動」、「新創發表會」、「金曲售票演唱會」及「GMA Heat金曲星聲代」等，將邀請國際音樂產業及相關跨域專業人士來臺參與，與國內業者就全球音樂產業最新之應用發展資訊進行交流，並促成跨國及跨產業商機。

## 報名資格與統計
文化部影視及流行音樂產業局於今（16）日公布第29屆金曲獎入圍名單，本屆計有245家報名單位、884張專輯、1萬9,539件作品參賽，較上屆增加3,605件作品；並經92人次評審委員以初審及複審二階段評審後，決議本年入圍名單，計152件作品入圍角逐27個獎項；其中，華納國際音樂股份有限公司入圍11項表現最亮眼，專輯作品則以《偷故事的人》及《偉大的渺小》各入圍6項奪冠，另本屆特別貢獻獎頒發予黑色旋風蘇芮與Bass大師郭宗韶，評審團獎則從缺。

## 評審團
- 主席：陳子鴻
- 複審委員：吳健恆、紀明陽、馬欣、左安安、白紀齡、呂紹淳、李念和、邵大倫、侯志堅、紀曉君、許茹芸、陳弘樹、陳玉貞、陳宏宇、曾長青、黃漢青、楊騰佑、蔡科俊、羅文裕。

### 錄音專輯獎
- 召集人：趙家駒

- 評審委員：毛琮文、吳逸駿、林邁可、楊敏奇、鄧仁傑、鄭峰昇。

### 音樂錄影帶獎
- 召集人：陳映之

- 評審委員：洪敏華、胡佩芸、曹源峰、陳彥豪、陳孫華、鄭卜元。

### 專輯裝幀設計獎
- 召集人：楊佳璋

- 評審委員：王耀邦、何佳興、陳世川、陶婉玲、簡明正、羅申駿。

## 入圍暨得獎名單
| 以表示得獎者 |

### 評審團獎
從缺

## 頒獎典禮
本屆金曲獎於2018年6月23日晚間7點在臺北小巨蛋舉行頒獎典禮，星光大道於當日下午16點50分在台北小巨蛋南側廣場展開。本屆繼續由台視承辦典禮製播工作。陳鎮川繼續擔任頒獎典禮的總製作人，蕭敬騰擔綱典禮主持人，星光大道主持則是Dennis與Lulu繼續連任，Lulu也擔任典禮串場主持人，Dennis則擔任媒體採訪區主持。盧廣仲擔任入圍影片旁白。

### 頒獎嘉賓
| 頒獎人      | 頒發獎項                                                           |
| ----------- | ------------------------------------------------------------------ |
| 黃子佼      | 演奏類最佳作曲人獎 演唱類最佳作曲人獎                              |
| 吳青峰      | 演唱類年度歌曲獎                                                   |
| 彭佳慧      | 演唱類最佳新人獎                                                   |
| 曾國城      | 演唱類最佳客語歌手獎 演唱類最佳客語專輯獎                          |
| 黃韻玲      | 演奏類最佳專輯製作人獎 演奏類最佳專輯獎                            |
| 桑布伊 家家 | 演唱類最佳原住民語歌手獎 演唱類最佳原住民語專輯獎                  |
| 張秀卿 康康 | 演唱類最佳台語男歌手獎 演唱類最佳台語女歌手獎 演唱類最佳台語專輯獎 |
| 徐佳瑩      | 技術類最佳專輯裝幀設計獎 演唱類最佳音樂錄影帶獎                    |
| 李玖哲      | 演奏類最佳錄音專輯獎 演唱類最佳錄音專輯獎                          |
| 徐若瑄      | 演唱類最佳作詞人獎 演唱類最佳演唱組合獎                            |
| 陳復明      | 特別貢獻獎（蘇芮）                                                 |
| 頑童MJ116   | 演唱類最佳編曲人獎 演唱類最佳樂團獎                                |
| 陶喆        | 演唱類最佳單曲製作人獎 演唱類最佳專輯製作人獎                      |
| 張信哲      | 特別貢獻獎（郭宗韶）                                               |
| 艾怡良      | 演唱類最佳國語女歌手獎                                             |
| 方大同      | 演唱類最佳國語男歌手獎                                             |
| 庾澄慶 那英 | 演唱類最佳國語專輯獎 演唱類年度專輯獎                              |

### 表演節目
| 引言人                        | 表演嘉賓                                        | 演出主題                              | 演出內容 |
| ----------------------------- | ----------------------------------------------- | ------------------------------------- | --- |
|                               | 蕭敬騰                                          | REMEMBER TONIGHT                      | 蕭敬騰〈請記住我〉 鄭興〈台北下的雨〉 徐佳瑩〈灰色〉 陳奕迅〈海膽〉 aMEI、艾怡良、徐佳瑩〈傲嬌〉 丁世光〈不散的筵席〉 林俊傑〈偉大的渺小〉             |
| 蕭敬騰（表演）                | 蘇珮卿 J.Sheon 丁世光 鄭興 李權哲 閻奕格 茄子蛋 | #未來ing （新人獎入圍作品表演）       | 蘇珮卿〈寧靜海〉 J.Sheon 〈You'll Never Know〉 丁世光 〈神探〉 鄭興 〈城南〉 李權哲 〈我們的眼裡還有對方嗎〉 閻奕格 〈我有我自己〉 茄子蛋 〈浪子回頭〉 |
| 陳明章                        | 林生祥 謝銘祐                                   | 氣口                                  | 謝銘祐〈彼卡皮箱〉 林生祥〈古錐仔〉 |
| 蕭敬騰                        | 嘉興國小義興分校合唱團                          | 山城的天使                            | The Joiku 第一首 （指導老師：張貞英） |
|                               | A-Lin 譚維維                                    | DUO                                   | 那英、王菲〈夢醒了〉 張清芳、范怡文〈這些日子以來〉 齊豫、潘越雲〈夢田〉 張雨生〈河〉                                                                  |
| 陳珊妮                        | HYUKOH 姚仲涵                                   | 聲◎光                                 | HYUKOH〈Wanli 萬里〉 |
| 艾怡良（引言） 蕭敬騰（表演） | 艾怡良 許郁瑛                                   | 永遠的月光 （致敬特別貢獻獎得主蘇芮） | 蘇芮〈花若離枝〉 蘇芮〈是否〉 |
| 頑童MJ116                     | 熊仔 葛西瓦 麻吉弟弟 葛仲珊 劉福助              | 台灣早就有嘻哈                        | 組曲 |
|                               | 林俊傑 簡珮如                                   | LITTLE BIG US                         | 林俊傑〈江南〉 林俊傑〈可惜沒如果〉 林俊傑〈西界〉 林俊傑〈偉大的渺小〉 林俊傑〈第幾個一百天〉 林俊傑〈不為誰而作的歌〉 Overture by Hans Zimmer        |

## 多項入圍得獎紀錄
| 排名 | 演唱者及唱片                     | 入圍數目 | 得獎數目 |
| ---- | -------------------------------- | -------- | -------- |
| 1    | 許郁瑛《happened, happening》    | 4        | 3        |
| 2    | 陳奕迅《C'mon In~》              | 5        | 2        |
| 2    | 徐佳瑩《心裡學》                 | 5        | 2        |
| 4    | 茄子蛋《卡通人物》               | 4        | 2        |
| 4    | 盧廣仲《魚仔》                   | 4        | 2        |
| 6    | aMEI《偷故事的人》               | 6        | 1        |
| 7    | 鍾興民《鍾興民作品集》           | 4        | 1        |
| 8    | 林生祥《大佛普拉斯電影原聲帶》   | 3        | 1        |
| 8    | 蕭煌奇《人生我敬你一杯》         | 3        | 1        |
| 8    | 黃連煜《黃泥路》                 | 3        | 1        |
| 8    | 李劍青《仍是異鄉人》             | 3        | 1        |
| 8    | 秋林《大嶺腳下2》                | 3        | 1        |
| 8    | 桑梅絹《渲染》                   | 3        | 1        |
|      | 林俊傑《偉大的渺小》             | 6        | 0        |
|      | Bazaar中東爵士樂團《波斯驛站》   | 4        | 0        |
|      | 鄭興《忽然有一天，我離開了台北》 | 3        | 0        |
|      | 丁世光《神經誌》                 | 3        | 0        |
|      | 滅火器《進擊下半場》             | 3        | 0        |
|      | 許富凱《縫夢》                   | 3        | 0        |
|      | 黃瑋傑《夜色》                   | 3        | 0        |
|      | 蕭迦勒《細妹恁靚2017》           | 3        | 0        |
|      | Paliulius 樂團《圍坐在一起》     | 3        | 0        |
|      | 無限融合樂團《無限融合樂團 8》   | 3        | 0        |
|      | 蘇子茵《蘇子茵同名專輯》         | 3        | 0        |

## 外部連結
- 第29屆金曲獎流行音樂類入圍名單 （页面存档备份，存于），文化部影視及流行音樂產業局.2018-05-16
- 第29屆金曲獎流行音樂類得獎名單 （页面存档备份，存于），文化部影視及流行音樂產業局.2018-06-23
- 第29屆金曲獎官網 （页面存档备份，存于）
- 金曲GMA的X（前Twitter）
- 金曲GMA的Facebook專頁